# Amalgam Comics
Amalgam Comics — импринт издательств DC Comics и Marvel Comics, в котором была предпринята попытка объединения персонажей вселенных (к примеру, Бэтмен из DC Comics и Росомаха из Marvel были объединены в персонаже Dark Claw). Персонажи, получившиеся в результате такого смешения впервые были представлены в серии из двенадцати графических романов, опубликованных в 1996 году, между публикациями третьего и четвёртого выпусков кроссовера «DC vs. Marvel». Второй набор из двенадцати книг с продолжением историй был выпущен спустя год.
Впервые вселенная, в которой живут персонажи данных комиксов, в «Marvel Encyclopedia: Fantastic Four» была названа как Земля-692.
Позже, согласно «Официальному справочнику Вселенной Marvel. Альтернативные вселенные» (англ. «Official Handbook of the Marvel Universe: Alternate Universes 2005»), вселенная Амальгамы получила номер Земля-9602.

## История публикаций
Дважды издательства DC Comics и Marvel Comics объединялись под наименованием Amalgam Comics, публикуя альтернативную историю своих персонажей в новой вселенной. При этом события преподносились, как происходившие уже десятилетия, и имеющие историю, уходившую своими корнями в Золотой век комиксов. Для этого использовалась альтернативная ретроспектива и, даже, перезапуски оригинальных сюжетов. К примеру, Secret Crisis of the Infinity Hour (слияние Secret Wars, Crisis on Infinite Earths, The Infinity Gauntlet и Zero Hour: Crisis in Time) включает в себя альтернативную историю Crisis on Infinite Earths № 7.
В изданных комиксах, кроме всего прочего, также были страницы с текстами писем, в которых читатели делились впечатлениями о прочитанном за годы публикации комиксов этими издательствами. Около трети всех 24-х выпусков были заполнены подобными текстами, в какой-то мере дополняющими создаваемый мир и содержащими пожелания к развитию событий в следующих выпусках.
Первые двенадцать выпусков были опубликованы в течение одной недели, причём половина из них была опубликована Marvel, а половина DC Comics. Спустя год, точно также было опубликовано ещё двенадцать выпусков, правда без использования кроссовера в качестве декораций. Позже оба издательства издают коллекционные сборники своих выпусков в мягкой обложке..
По событиям во вселенной Amalgam был выпущен ещё один кроссовер DC/Marvel: All Access, а также мини серия Unlimited Access. Обе публикации добавляют во вселенную новых персонажей.,

## Персонажи
Общий принцип для серии следующий: берётся пара героев DC Comics и Marvel Comics и из них синтезируется один. То же самое делается для команд и локаций. Обычно, для слияния используются объекты со сходными свойствами или принципами (например, относящиеся к водной стихии Нэмор и Аквамен), либо, исходя из того, что их имена или условия возникновения позволяют получить интересные комбинации (к примеру, слияние Супермена и Капитана Америки дало Супер-Солдата, Bat-Thing родился из совмещения Man-Bat и Man-Thing, Shatterstarfire — Shatterstar и Starfire), а "Cybercroc" появился из комбинации таких злодеев как Кибер и Убийца Крок.
При этом, некоторые не самые значительные персонажи являются отражением только одного из героев, либо DC, либо Marvel вселенных. Например, в «Iron Lantern» секретари сенатора Харрингтона, Гарднер и Гайрич — это отражённые версии, соответственно, Гая Гарднера из вселенной DC и Генри Питера Гайрич (англ. Henry Peter Gyrich) из вселенной Marvel.

## Выпуски
| - Amalgam Age of Comics (DC Comics): - Amazon - Assassins - Doctor StrangeFate - JLX - Legends of the Dark Claw - Super Soldier - Amalgam Age of Comics (Marvel Comics): - Bruce Wayne Agent of S.H.I.E.L.D. - Bullets and Bracelets - Magneto and the Magnetic Men - Speed Demon - Spider-Boy - X-Patrol | - Return to Amalgam (DC Comics): - Bat-Thing - Dark Claw Adventures - Generation Hex - JLX Unleashed - Lobo the Duck - Super-Soldier: Man of War - Return to Amalgam (Marvel Comics): - Challengers of the Fantastic - Exciting X-Patrol - Iron Lantern - The Magnetic Men featuring Magneto - Spider-Boy Team-Up - Thorion of the New Asgods |